# Агата Корнгаузер-Дуда
Агата Корнгаузер-Дуда (пол. Agata Kornhauser-Duda; нар. 2 квітня 1972, Краків) — польська громадська діячка. Дружина 10-го президента Польщі Анджея Дуди.

## Біографічні відомості
Народилася в Кракові, дочка Юліяна Корнгаузера, відомого польсько-єврейського письменника, перекладача і літературного критика, який присвятив їй книгу віршів 1981 року.. Має одного брата, Якуба, поета і перекладача.
Агата Дуда закінчила німецьку філологію в Ягеллонському університеті в Кракові, дипломну роботу написала про творчість німецького письменника і режисера Горста Бінека.
21 грудня 1994 року вийшла заміж за Анджея Дуду, з яким разом вони мають дочку Кінгу, 1995 року народження, випускницю юридичного факультету Ягеллонського університету.
Агата Дуда працювала викладачем німецької мови в середній школі Яна III Собеського в Кракові з 1998 року.
6 серпня 2015 року стала першою леді Польщі, коли її чоловік став президентом. 24 травня 2015 року Анджей Дуда переміг у другому турі президентських виборів, Досягнення 51,55 % голосів проти 48.45 % за його суперника, чинного Президента Броніслава Коморовського.
Перша леді захоплюється літературою — читає книги Ісабель Альєнде, Маріо Варгас Льйоса, детективи і німецьку літературу в оригіналі.

## Нагороди
- Орден Леопольда I, велика стрічка (Бельгія; 2015)[7]
- Орден Заслуг (Норвегія), великий хрест (2016)[8]
- Орден Білої троянди (Фінляндія), великий хрест (2017)[9]
- Медаль Святого брата Альберта (2017)[10]
- Почесний член асоціації «Військова родина» (2020)[11]
- Орден «За заслуги перед Італійською Республікою», великий хрест (2023)[12][13]
- Орден Вітовта Великого, великий хрест (Литва; 2023)[14]
- Орден «За дипломатичні заслуги» 1-го класу, 2-й ступінь (Південна Корея; 2023)[15][16]
- Орден княгині Ольги 1-го ступеня (Україна; 4 вересня 2023) — за вагомий особистий внесок у зміцнення міждержавного співробітництва, підтримку державного суверенітету та територіальної цілісності України, популяризацію Української держави у світі[17]